# Hug (シドの曲)
「hug」は、日本のヴィジュアル系ロックバンド、シドの17枚目のシングル。Ki/oon Musicより発売された。

## 概要
本曲は、テレビ朝日系『お願い!ランキング』2014年2月度エンディングテーマソングとなっており、初回版4形態と通常版の5形態の販売となっている。
また、限定版・通常版初回仕様には、プレゼントキャンペーン応募権が封入されており、オリジナルクリアファイルセットが2014年3月31日までに抽選1000名に当たるキャンペーンがあった。

## 収録内容
| 全作詞: マオ、全作曲: 御恵明希。 |                       |      |            |      |
| #                                | タイトル              | 作詞 | 作曲・編曲 | 時間 |
| 1.                               | 「hug」               | マオ | 御恵明希   | 4:48 |
| 2.                               | 「hug」(Instrumental) | マオ | 御恵明希   | 4:48 |
| 合計時間:                        | 合計時間:             | 9:36 |            |      |

## 初回限定版
初回限定版A,B,C,D
メンバー別スペシャルフォトブック仕様

## 収録アルバム
1. hug
  - 4thスタジオ・アルバム『OUTSIDER』
  - 2ndベスト・アルバム『SID ALL SINGLES BEST』